# Bulgarie aux Jeux olympiques d'hiver de 1956
Cet article contient des informations sur la participation et les résultats de la Bulgarie aux Jeux olympiques d'hiver de 1956, qui ont eu lieu à Cortina d'Ampezzo en Italie. 

## Résultats

### Ski alpin

#### Hommes
| Athlète              | Épreuve      | Manche 1     | Manche 1 | Manche 2     | Manche 2 | Total        | Total |
| Athlète              | Épreuve      | Temps        | Rang     | Temps        | Rang     | Temps        | Rang  |
| -------------------- | ------------ | ------------ | -------- | ------------ | -------- | ------------ | ----- |
| Petar Ivanov Angelov | Descente     |              |          |              |          | 3 min 38 s 5 | 27    |
| Georgi Varoshkin     | Descente     |              |          |              |          | 3 min 30 s 0 | 24    |
| Georgi Dimitrov      | Descente     |              |          |              |          | 3 min 18 s 1 | 18    |
| Petar Ivanov Angelov | Slalom géant |              |          |              |          | 3 min 40 s 0 | 44    |
| Georgi Varoshkin     | Slalom géant |              |          |              |          | 3 min 33 s 9 | 41    |
| Georgi Dimitrov      | Slalom géant |              |          |              |          | 3 min 28 s 9 | 34    |
| Georgi Varoshkin     | Slalom       | Inconnu      | Inconnu  | Disqualifié  | –        | Disqualifié  | –     |
| Petar Ivanov Angelov | Slalom       | 1 min 49 s 1 | 33       | 2 min 27 s 1 | 39       | 4 min 16 s 2 | 32    |
| Georgi Dimitrov      | Slalom       | 1 min 35 s 2 | 22       | 2 min 00 s 7 | 14       | 3 min 35 s 9 | 13    |

### Ski de fond
| Épreuve | Athlète         | Course        | Course |
| Épreuve | Athlète         | Temps         | Rang   |
| ------- | --------------- | ------------- | ------ |
| 15 km   | Zakharin Grivev | 58 min 11     | 54     |
| 15 km   | Dimitri Petrov  | 57 min 53     | 53     |
| 30 km   | Zakharin Grivev | 2 h 03 min 21 | 44     |
| 30 km   | Khristo Donchev | 2 h 02 min 10 | 43     |
| 50 km   | Khristo Donchev | 3 h 26 min 06 | 26     |

| Épreuve | Athlète       | Course    | Course |
| Épreuve | Athlète       | Temps     | Rang   |
| ------- | ------------- | --------- | ------ |
| 10 km   | Mariya Dimova | 45 min 52 | 34     |

## Référence
- (en) Cet article est partiellement ou en totalité issu de l’article de Wikipédia en anglais intitulé « Bulgaria at the 1956 Winter Olympics » (voir la liste des auteurs).